# 尚迪
尚迪（Shendi 或 Shendi Gebriel）是埃塞俄比亞西部阿姆哈拉州西戈賈姆地區的小鎮，座標10°38′N 36°56′E / 10.633°N 36.933°E，海拔2,050米。根據埃塞俄比亞中央統計局2005年人口普查的資料，尚迪人口約9,293，其中男性4,444人，女性4,849人。